# Suita
Suita (吹田市 -shi) é uma cidade japonesa localizada na província de Osaka.
Em 2003 a cidade tinha uma população estimada em 351 887 habitantes e uma densidade populacional de 9 744,86 h/km². Tem uma área total de 36,11 km².
Recebeu o estatuto de cidade a 1 de Abril de 1940.